# Лозунга (река)
Ло́зунга — река в России, протекает по Томской области, правый приток реки Васюган. Устье реки находится в 18 км по правому берегу реки Васюган. Длина реки Лозунга составляет 52 км. Притоки — Берёзовка, Угловой. На реке вблизи устья находится посёлок Лозунга, названный по реке.
В переводе с южноселькупского языка лоз — чёрт, дух, ка — река.

## Данные водного реестра
По данным государственного водного реестра России река Лозунга относится к Верхнеобскому бассейновому округу, водохозяйственный участок реки — Васюган, речной подбассейн реки — бассейны притоков Оби (верхней) от Кети до Васюгана. Речной бассейн реки — Обь (верхняя) до впадения Иртыша.
Код объекта в государственном водном реестре — 13010800112115200032991.